# Йоганн Центуріус фон Гофманзег
Йоганн Центуріус фон Гофманзег (23 серпня 1766 — 13 грудня 1849) — німецький ботанік, ентомолог та орнітолог.

## Біографія
Гофманзег народився у Рамменау та навчався у Лейпцигу та Геттінгені. Він подорожував по Європі, збираючи величезні колекції рослин та тварин. Він відвідав Угорщину, Австрію та Італію у 1795–1796 роках та Португалію з 1797 до 1801 року. Він відіслав свої колекції Йоганну Карлу Вільгельму Іллігеру у Брауншвейг для вивчення та дослідження.
Гофманзег працював у Берліні з 1804 до 1816 року, та був обраний членом Академії наук міста У 1815 році. У 1809 році він був засновником зоологічного музею Берліна. Гофманзег запропонував Іллігера на посаду хранителя музею, і таким чином усі колекції Гофманзега були переведені у Берлін.
Він помер 13 грудня 1849 року у Дрездені.

## Почесті
Рід Hoffmannseggia родини бобових названий на честь Й. Ц. Гофманзега.